# Quern
Quern (tiếng Đan Mạch: Kværn) là một đô thị thuộc huyện Schleswig-Flensburg, trong bang Schleswig-Holstein, nước Đức. Đô thị Quern có diện tích 22,74 km², dân số thời điểm 31 tháng 12 năm 2006 là 1386 người.